# Joseph Gergonne
Joseph Diez Gergonne (19. června 1771 Nancy, Francie – 4. dubna nebo 4. května 1859 Montpellier, Francie) byl francouzský matematik.
Byl synem malíře a architekta. Navštěvoval školu v Nancy. V roce 1792 se jako jeden z mnoha dobrovolníků zúčastnil francouzských revolučních válek (1792–1802) a byl mimo jiné při vítězství francouzské revoluční armády v bitvě u Valmy. Po krátkém působení v Paříži se stal roku 1793 tajemníkem generálního štábu francouzské moselské armády. Po měsíčním navštěvování dělostřelecké školy se stal poručíkem a v roce 1794 odešel s francouzskou armádou do Španělska, kde se zúčastnil dobytí Figueres.
Po separátním míru s Prusy v roce 1795 opustil armádu, stal se profesorem matematiky v Nimes a oženil se. V roce 1810 založil matematické periodikum Annales de mathématiques pures et appliquées, obecně pojmenované jako „Annales de Gergonne“. Existovalo až do roku 1832 a publikovali zde mimo jiné Jean-Victor Poncelet, Michel Chasles, Jakob Steiner, Julius Plücker a Évariste Galois. V roce 1816 se stal profesorem astronomie v Montpellier. V roce 1830 se zde stal tamním rektorem a do penze odešel v roce 1844. V roce 1830 se stal dopisujícím členem Francouzské akademie věd v Paříži. Roku 1832 byl přijat jako člen korespondent Pruské akademie věd.
Zabýval se hlavně geometrií. V projektivní geometrii zavedl pojem polární a princip duality (od roku 1810, zejména 1824 až 1827). Všiml si, že věty rovinné projektivní geometrie (viz projektivní rovina) lze vzájemně převádět jednu na druhou (transformovat) záměnou pojmů bod a přímka. V roce 1816 podal elegantní řešení Apolloniova problému – úlohy konstrukce kružnice dotýkající se tří daných kružnic. V geometrii trojúhelníka je po něm pojmenován Gergonnův bod.